# أديلتون بريرا كويلو
أديلتون بريرا كويلو (بالبرتغالية: Abuda‏) (28 مارس 1986 في ساو لويز في البرازيل – )؛ هو لاعب كرة قدم كان يلعب كمهاجم.

## وصلات خارجية
- أديلتون بريرا كويلو على موقع الاتحاد الدولي (مؤرشف)  (الإنجليزية)
- أديلتون بريرا كويلو على موقع رابطة كرة القدم اليابانية للمحترفين (اليابانية)
- أديلتون بريرا كويلو على موقع قاعدة بيانات كرة القدم.إي يو (الإنجليزية)
- أديلتون بريرا كويلو على موقع Soccerway.com (الإنجليزية)
- أديلتون بريرا كويلو على موقع عالم كرة القدم.نت (الإنجليزية)